# Anne J. Kox
Anne Jacob Kox, meist A. J. Kox zitiert, (* 21. Juli 1948) ist ein niederländischer Wissenschaftshistoriker.

## Leben
Er studierte Theoretische Physik an der Universität Amsterdam, wo er 1976 promoviert wurde. Die Dissertation erhielt 1978 den Winkler Prins Prijs. Später wandte er sich der Physikgeschichte zu und ist Pieter Zeeman Professor für Physikgeschichte an der Universität Amsterdam (seit 2013 emeritiert).
Kox befasste sich mit Physikgeschichte insbesondere in den Niederlanden. Er ist Herausgeber des wissenschaftlichen Briefwechsels von Hendrik Antoon Lorentz und veröffentlichte im Oktober 2019 dessen Biographie. Außerdem ist er seit 1985 Mitarbeiter des Einstein Papers Project, das die Gesammelten Werke von Albert Einstein herausbringt. In diesem Zusammenhang ist er zurzeit Gastwissenschaftler am Caltech.
2000 wurde er Fellow der American Physical Society. 2002 organisierte er die 6. International Conference on the History of General Relativity in Amsterdam. 2012 wurde er korrespondierendes Mitglied der Académie internationale d’histoire des sciences. 2014 wurde ihm der Orden von Oranien-Nassau verliehen. 2016 wurde er zum Mitglied der Academia Europaea gewählt.